# مرلین گیگلیاتی
مرلین گیگلیاتی (انگلیسی: Marilyn Ghigliotti؛ زادهٔ ۱۰ اوت ۱۹۶۱) بازیگر، تهیه‌کننده فیلم و کارگردان فیلم اهل ایالات متحده آمریکا است. کوین اسمیت، کارگردان فیلم فروشنده‌ها، او را به‌خاطر توانایی‌اش در گریه کردن هنگام اجرای مونولوگ در تست بازیگری انتخاب کرد. او بعدها برای فیلم پاساژگردها اسمیت نیز تست بازیگری داد و همچنین پیشنهاد بازی در نقش کیم در فیلم به دنبال ایمی را دریافت کرد، اما به خاطر عدم احساس راحتی در بوسیدن یک زن دیگر در فیلم، این نقش را نپذیرفت.
از فیلم‌ها یا برنامه‌های تلویزیونی که وی در آن نقش داشته‌است، می‌توان به فروشنده‌ها اشاره کرد.